# Еммануель Шрікі
Еммануель Софі Енн Шрікі (англ. Emmanuelle Sophie Anne Chriqui; нар. 10 грудня 1975) — канадська акторка. У травні 2006 року журнал Maxim вніс її під № 37 в щорічний список Hot 100. У 2008 році отримала премію Молодий Голлівуд за видатні успіхи.

## Біографія
Шрікі народилася в Монреалі, Квебек в сім'ї марокканських євреїв. Її мати народилась в Касабланці, а батько в Рабаті. Має родичів в Ізраїлі і була вихована в традиціях ортодоксального юдаїзму.
У Шрікі є старші брат і сестра. Коли їй було майже два роки, її сім'я переїхала в Торонто, Онтаріо. Вона виросла в Юніонвіллі, передмісті Маркема на північний схід від міста. Дитиною вона закінчила акторські курси, які були оплачені старшим братом. Шрікі брала участь в драматичному гуртку Вищої школи Юніонвілля. Після школи Еммануель вирішила продовжити кар'єру актриси.
Шрікі почала працювати акторкою в десятирічному віці в рекламі McDonald's. Вона переїхала в Ванкувер в 1990-х, де запрошувалась на зйомки телесеріалів Чи боїшся ти темряви?, Безсмертний Найт і Псі Фактор: Хроніки паранормальних явищ. Її першою голлівудською роллю стала працівниця служби техпідтримки у фільмі Детройт — місто року (1999). Шрікі пізніше з'явилась в епізодичних ролях в декількох фільмах: 100 дівчат і одна в ліфті, На зв'язку і Мікс. Однією з останніх ролей стала головна роль в фільмі Не займайте Зохана, де вона грає іммігрантку з Палестини, яка живе в Нью-Йорку.
У квітні 2020 року Шрікі обрана на роль Лани Ленг у супергеройському телесеріалі CW «Супермен і Лоїс».

## Особисте життя
В даний час Шрікі вже 5 років зустрічається з архітектором з Нью-Йорку.

## Фільмографія
| Рік       |    | Українська назва                               | Оригінальна назва                         | Роль                               |
| --------- | -- | ---------------------------------------------- | ----------------------------------------- | ---------------------------------- |
| 2021      | с  | (постпродакшн)                                 | Superman and Lois                         | Лана Ленг (1 епізод)               |
| 2020      | ф  | (постпродакшн)                                 | Die in a Gunfight                         | Барбі                              |
| 2019      | ф  |                                                | The Knight Before Christmas               | Медісон                            |
| 2019      | с  | Переродження                                   | The Passage                               | Д-р Ліла Кайл (10)                 |
| 2018      | ф  |                                                | Hospitality                               | Донна                              |
| 2018      | ф  | Супер патруль 2                                | Super Troopers 2                          | Женев'єва Обуї                     |
| 2018      | ф  | 7 уламків у часі                               | 7 Splinters in Time                       | Еліза Шпігельман                   |
| 2016—2017 | с  |                                                | Shut Eye                                  | Джина (13 епізодів)                |
| 2015      | с  |                                                | The Grinder                               | Еддісон Кросс (2 епізоди)          |
| 2015      | ф  |                                                | The Steps                                 | Марла                              |
| 2015      | с  | Умисне вбивство                                | Murder in the First                       | Раффі Веракрус (12/13 епізодів)    |
| 2015      | ф  | Антураж                                        | Entourage                                 | Слоун                              |
| 2015      | тф |                                                | Killing Jesus                             | Іродіада                           |
| 2013—2014 | с  |                                                | Cleaners                                  | Вероніка (18 епізодів)             |
| 2014      | ф  | Коротка історія занепаду                       | A Short History of Decay                  | Еріка Брайс                        |
| 2014      | ф  | Форт Блісс                                     | Fort Bliss                                | Альма                              |
| 2013—2014 | с  | Остерігайтеся Бетмена                          | Beware the Batman                         | Сапфір Штагг (голос, 2 епізоди)    |
| 2014      | с  |                                                | Men at Work                               | Саша (1 епізод)                    |
| 2014      | ф  |                                                | Situation amoureuse: C'est compliqué      | Ванесса                            |
| 2013      | тф |                                                | The Ordained                              | Сем                                |
| 2013      | ф  |                                                | Three Night Stand                         | Робін                              |
| 2012—2013 | с  | Менталіст                                      | The Mentalist                             | Лорелей Мартінс (5 епізодів)       |
| 2012—2013 | с  | Трон: Повстання                                | TRON: Uprising                            | Пейдж (голос, 15 епізодів)         |
| 2011—2012 | с  | Громові коти                                   | Thundercats                               | Чітара (21 епізод)                 |
| 2005—2011 | с  | Антураж                                        | Entourage                                 | Слоун (31 епізоди)                 |
| 2011      | с  | Борджіа (2011-2013)                            | The Borgias                               | Сансія (3 епізоди)                 |
| 2011      | с  | Кік Бутовський: Розбишака з передмістя         | Kick Buttowski : Suburban daredevil       | Келлі (голос, 1 епізод)            |
| 2011      | ф  |                                                | 5 Days of War                             | Татія Меддеві                      |
| 2011      | ф  | Дівчина входить до бару                        | Girl Walks Into a Bar                     | Тереза                             |
| 2010      | вг | Поклик Обов'язку: Секретні операції            | Call of Duty: Black Ops                   | Активатор номерів (голос)          |
| 2010      | мс | Фінеас і Ферб                                  | Phineas and Ferb                          | Додаткові голоси (1 епізод)        |
| 2010      | ф  | Електра Luxx                                   | Elektra Luxx                              | Бембі Ліндберг                     |
| 2010      | ф  | 13                                             | 13                                        | Айлін                              |
| 2010      | с  | Американський тато!                            | American Dad!                             | Різні голоси (2 епізоди)           |
| 2009      | ф  |                                                | Tom Cool                                  | Шрікі                              |
| 2009      | ф  |                                                | Taking Chances                            | Люсі                               |
| 2009      | ф  | Святий Джон із Лас-Вегаса                      | Saint John of Las Vegas                   | Тейсті Ді Лайт, стриптизерка       |
| 2009      | ф  |                                                | Women in Trouble                          | Бембі                              |
| 2008—2009 | с  | Робоцип                                        | Robot Chicken                             | Різні персонажі (голос, 2 епізоди) |
| 2008      | ф  | Кадилак Рекордс                                | Cadillac Records                          | Реветта Чесс                       |
| 2008      | в  |                                                | Tortured                                  | Бекі                               |
| 2008      | ф  | Не займайте Зохана                             | You Don't Mess with the Zohan             | Даля                               |
| 2008      | ф  | Серпень                                        | August                                    | Морела Стерлінг                    |
| 2007      | ф  | Після сексу                                    | After Sex                                 | Джорді, пара №7                    |
| 2006      | тф |                                                | Deceit                                    | Емілі                              |
| 2006      | ф  |                                                | Waltzing Anna                             | Медсестра Джилл                    |
| 2005      | ф  |                                                | In the Mix                                | Доллі                              |
| 2005      | ф  | Адам і Єва: Переполох у гуртожитку             | Adam and Eve                              | Єва                                |
| 2005      | ф  | Велика жратва                                  | Waiting...                                | Тайла                              |
| 2005      | ф  | Ворон: Жорстоке причастя                       | The Crow: Wicked Prayer                   | Ліллі                              |
| 2005      | с  |                                                | Unscripted                                | Еммануель (3 епізоди)              |
| 2005      | кф |                                                | Candy Paint                               | Анджела Мартінес                   |
| 2005      | с  | Чужа сім'я                                     | The O.C.                                  | Джоді (2 епізоди)                  |
| 2003      | с  | Джейк 2.0                                      | Jake 2.0                                  | Тереза Карано (1 епізод)           |
| 2003      | ф  |                                                | Rick                                      | Терпляча дружина Герцога           |
| 2003      | ф  | Поворот не туди                                | Wrong Turn                                | Карлі                              |
| 2002      | с  |                                                | The Proud Family                          | Додаткові голоси (1 епізод)        |
| 2001      | ф  |                                                | On the Line                               | Еббі                               |
| 2000      | ф  | 100 дівчат і одна в ліфті                      | 100 Girls                                 | Петті                              |
| 2000      | ф  |                                                | Ricky 6                                   | Лі                                 |
| 2000      | ф  | Снігопад                                       | Snow Day                                  | Клер Боннер                        |
| 1999      | ф  | Детройт — місто року                           | Detroit Rock City                         | Барбара                            |
| 1998      | тф |                                                | Once a Thief: Family Business             |                                    |
| 1998      | тф | Спорт майбутнього                              | Futuresport                               | Гонсалес                           |
| 1998      | тф |                                                | Cuori in campo                            | Меган                              |
| 1998      | с  |                                                | Police Academy: The Series                | Шарлотта Окельман (1 епізод)       |
| 1997—1998 | с  |                                                | 吸血姫美夕 / Vampire Princess Miyu        | Хісае Аокі (14 епізодів)           |
| 1998      | с  |                                                | Once a Thief                              | 1 епізод                           |
| 1998      | тф | Викрадення прибульцями: Інцидент в окрузі Лейк | Alien Abduction: Incident in Lake County  | Рене                               |
| 1998      | тф |                                                | Shattered Hearts: A Moment of Truth Movie | Сінді                              |
| 1998      | с  | Дивовижний світ Дісней                         | The Wonderful World of Disney             | Роксана (1 епізод)                 |
| 1997      | тф | Батько-одинак                                  | Unwed Father                              | Кайла                              |
| 1997      | с  |                                                | Exhibit A: Secrets of Forensic Science    | Рейчел (1 епізод)                  |
| 1997      | с  | Псі-фактор: Хроніки паранормального            | Psi Factor: Chronicles of the Paranormal  | Мелісса (1 епізод)                 |
| 1996      | с  |                                                | Traders                                   | Саміра (1 епізод)                  |
| 1996      | с  | Пригоди Синдбада                               | The Adventures of Sinbad                  | Серендіб (1 епізод)                |
| 1996      | с  | Чи боїшся ти темряви?                          | Are You Afraid of the Dark?               | Аманда (1 епізод)                  |
| 1995      | ф  | Донор                                          | The Donor                                 | Петті                              |
| 1995      | с  |                                                | Forever Knight                            | Джуд Дешнел (1 епізод)             |
| 1995      | тф | Гаррісон Берджерон                             | Harrison Bergeron                         | Дженні                             |
| 1995      | с  | Кунг-фу: Легенда продовжується                 | Kung Fu: The Legend Continues             | Бампер (1 епізод)                  |

### Відеокліпи
| Рік  | Назва               | Виконавець                              | Роль            |
| ---- | ------------------- | --------------------------------------- | --------------- |
| 2016 | #WHERESTHELOVE      | The Black Eyed Peas (разом з The World) | Еммануель Шрікі |
| 2007 | Lips of an Angel    | Hinder                                  | Колишня коханка |
| 2001 | On the Line         | Менді Мур, BBMak та ’N Sync             |                 |
| 2000 | Another Dumb Blonde | Hoku                                    |                 |